# もやもや病

脳底の動脈の模式図

もやもや病（もやもやびょう、英: Moyamoya disease）は、脳底部に異常血管網がみられる脳血管障害。脳血管造影の画像において、異常血管網が煙草の煙のようにモヤモヤして見えることからこの病名となっている。
2002年度（平成14年度）まではウィリス動脈輪閉塞症（ウィリスどうみゃくりんへいそくしょう）が日本における正式な疾患名だった。

## 定義
もやもや病の本質的な病態は、内頸動脈終末部の進行性狭窄・閉塞である。もやもや血管は主幹動脈の閉塞により代償的に穿通枝などが異常に拡張した側副血行路である。診断基準によれば脳血管造影で以下の所見を呈するものをいう。
- 頭蓋内内頸動脈終末部、前・中大脳動脈近位部に狭窄または閉塞がある
- 狭窄または閉塞部分付近に異常血管網が発達している
- このような現象が両側性に見られる

医学上の定義と社会福祉制度上もしくは運用上の定義は、2014年時点の日本国では、必ずしも一致していない。もやもや病の症状を確認できた場合でも、動脈硬化が原因と考えられる内頚動脈閉塞性病変、自己免疫性疾患、髄膜炎、脳腫瘍、ダウン症候群、フォンレックリングハウゼン病、頭部外傷、頭部放射線照射の既往、その他のもやもや病以外の原因が特定される脳血管病変がある場合は、難病認定から除外されることがある。 第2次安倍内閣施政下の2014年5月20日、小西洋之は参議院厚生労働委員会で、「もやもや病の小児患者が投薬治療などを受けているときに投薬などが原因で難病を発症した場合、難病の助成対象にならないことが懸念されている。難病は難病であって当然制度の対象にならなければおかしい」と質した。これに対し政府委員の佐藤利信(当時厚労省健康局長)は、「現時点では原因が特定できる患者については制度救済対象にならない。難病対策は発症メカニズムが明らかでないときに医療費助成と一体となった研究をすることを目的としている」と答弁した。

## 症状・病態
無症状で偶然発見されるものから固定制神経症状を起こすものまで、症状は軽重多岐にわたる。脳の動脈に狭窄があると、当該血管支配領域の脳は血液不足（虚血）に陥る。そこで代償的に新たな血管（もやもや血管）が構築される。しかしこれらの血管は細く、脳虚血・または脳出血に起因する種々の発作の原因となる。
虚血の発作は過換気（過呼吸）が原因で起こる。過換気状態になると血液中の二酸化炭素分圧が低下する。二酸化炭素は血管を拡張させる働きがあるので、これが減少すると血管が収縮する。すると、元々細い異常血管網（もやもや血管）はさらに収縮を起こして脳に送るべき酸素の供給が不足する状態になる。こうして失神や脱力発作が起こる。典型的な過換気状態は、熱い蕎麦やラーメンなどを冷ます「吹き冷まし」行為や、啼泣、リコーダーやピアニカなどの吹奏楽器演奏時など、必要以上の呼吸を伴う動作で発生する。また、成人発症例では動脈硬化が関与して狭窄を引き起こすものと考えられている。
一方出血の発作は、脳の血液需要に応じるための大量の血液を送る血管（もやもや血管）が細いために破綻するものと考えられている。成人発症例に多い。
出血箇所が悪い場合、致命傷となる。また、成人に近い成長期に出血すると脳全体に脳浮腫（加速的な腫れ）を発症し、多くの場合、助からない。最も留意すべきは補助的に作られた即席・もやもや血管は壁が薄く破れやすい所にある。本疾患は原則両側性に起こるが、その程度は様々である。一方の内頸動脈の狭窄は重度であるがもう一方は極めて軽度であるということもある。
小児例では脳虚血症状が大半を占め、成人例には頭蓋内出血をきたす例が30-40%みられる。以下、初発症状で多いものを示す。

### 小児例
- 意識障害[1]、失神
- 脱力発作(四肢麻痺、片麻痺、単麻痺)[1]
- 感覚異常[1]
- 不随意運動[1]、痙攣
- 知能障害
- 反復性の頭痛

### 成人例
- 脳出血(脳室内出血、くも膜下出血、脳内出血[1])
- 脳梗塞
- 片麻痺
- 頭痛
- 意識障害
- 脳血栓

## 合併症
小児例では知能障害、成人例では脳出血

## 病理組織学
病理組織学的にはウィリス動脈輪を構成する血管の低形成を示し、著名な内弾性板の蛇行、内膜の線維性肥厚による内腔狭窄を認める。動脈瘤や血栓形成を伴うこともある。

## 原因
社会保障制度上は「原因不明の疾患」ということになっている。
原因となる感受性遺伝子はRNF213遺伝子の多型p.R4810Kである（感受性遺伝子とは疾患への感受性を高める遺伝子をいい、遺伝子異常だけで起こる原因遺伝子とは区別される）。RNF213をクローニングしたゲノムは591-kDaの細胞質に存在するタンパクをコードしており、ゼブラフィッシュによって発達期にこの遺伝子の発現を抑制すると、頭蓋内の眼動脈や脊椎動脈の分岐の異常が出ることから、血管形成に重要な新たな遺伝子であることも分かった。また、この遺伝子を持っている人が全て発症するわけでなく、環境要因の関与も疑われている。さらにp.R4810Kは推定1万5千年の中国、韓国、日本共通の祖先にまでにさかのぼることも分かり、東アジアの歴史の中で広がっていった遺伝子であることも分かった。
2019年2月1日、京都産業大学の研究グループが、発症のメカニズムの一部を特定し、2019年1月31日付けで、細胞生物学の専門誌「The Journal of Cell Biology」（ロックフェラー大学出版）のオンライン速報版に公開したことを発表した。「もやもや病」の遺伝的なリスク要因として新規遺伝子ミステリン（別名RNF213）の変異が同定され、この変異により「もやもや病」の罹患率は100倍以上、上昇する。この遺伝子の生理機能および変異によって生じる病態機能を突き止めるため、ミステリン遺伝子の分子クローニングを初めて行い、その後も継続して機能解析を続けてきた。ミステリンの酵素活性や分子構造などを明らかにしてきたが、今回、ミステリンが細胞内の脂肪貯蔵部位である「脂肪滴」に局在して、脂肪分解酵素から脂肪滴を保護し、細胞内の脂肪蓄積を増やすはたらきを持つ「脂肪代謝の制御因子」であることを突き止めた。脂肪が過剰に蓄積した肥満状態が、動脈硬化や糖尿病を含む種々の生活習慣病を引き起こすことが知られているが、これまで「もやもや病患者」において顕著な脂質代謝異常は見いだされておらず、もやもや病と脂質代謝の関係について着目されていなかった。今回の発見は「もやもや病」が代謝バランスの異常によって引き起こされる疾患である可能性を示唆しており、今後、「もやもや病」と「代謝異常」の関連について研究が進むことが期待される。

## 統計
年間発症率は10万人あたり0.35-0.5人と推定されている。日本では年間約400-500人程度の新患の登録があり、2012年時点で15,177人の医療受給者証保持者がおり、実際の発症者人数はそれよりも多いと推定される。男女比は1：1.7、好発年齢は5歳と30-40歳の2峰性を示す。小児では脳虚血症状が多いのに対して成人では出血発症が多い。約15%に家族歴があるとされている。
無症候で発見されるのは全体の3-16%で、無症候型においても脳卒中リスクが年間2-3%あると考えられる。

## 疫学
感受性遺伝子RNF213の多型のp.R4810Kは、およそ1万5000年前のアジア大陸における祖先においてもやもや病感受性変異が起きたとされ、アジア、特に中国、韓国、日本人に多く確認されている疾患であり、中でも日本が最も患者数が多い。欧米・白人集団では原因となるp.R4810Kが確認されないことから発生頻度が極めて少ない。

### 一次予防
DNA型鑑定により、早急に手術適応のある症例かどうかを判断する指標（遺伝子マーカー）の有無を調べることが最も有効とされている。遺伝子マーカーには現在解明されているものでR213遺伝子の多型であるc.14576G>Aがある。この多型を所持する場合のもやもや病発生リスクは通常の259倍である。さらにこの多型はもやもや病の発生時期も予測しうる遺伝子マーカーである。c.14576G>Aがホモ接合体の場合の予測発症時期は3歳前後、ヘテロ接合体の場合は7歳前後、そのどちらでもない野生型の場合は8歳前後となっている（ホモ接合型：父母由来のそれぞれの遺伝子座の両方に同じ変異がある状態。ヘテロ接合型：父母由来の遺伝子座のどちらか一方にのみ変異がある状態。野生型：正常な（本来の）機能を有するもの。詳しくは対立遺伝子の項目）。

#### 二次予防
片頭痛やてんかんとして見逃されている例が多いため、繰り返す頭痛や痙攣発作がある場合はもやもや病を疑い、MRAや3D-CTA、場合によっては脳血管撮影を考慮する。

#### 三次予防
激しい運動は脳虚血や脳出血を誘発する恐れがあるため、極力避ける。

## 検査

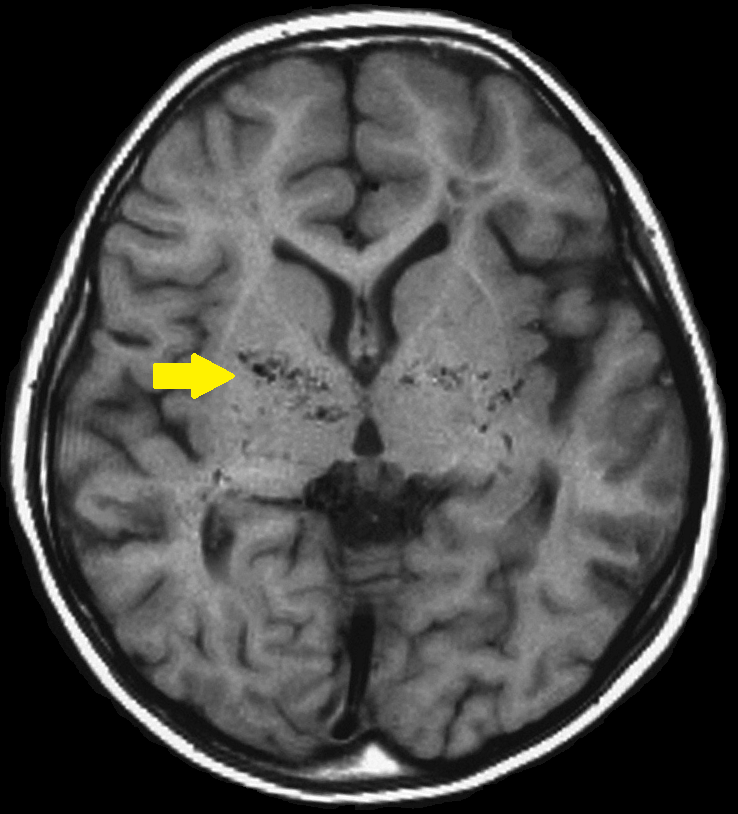
もやもや病のMRIT1強調画像。矢印の先に側副血行路を反映した点状の低吸収領域がみられる。

- MRI

MRIT1強調画像で両側の基底核付近に異常な血管網を反映して点状の低吸収域を認める。
- MRA

血管造影と同様の所見
- 血管造影

両側性の内頸動脈狭窄と基底核部にもやもや血管の発達が見られれば、血管撮影上の診断は確定する。
- PET
- 脳波検査
- SPECT

## 診断

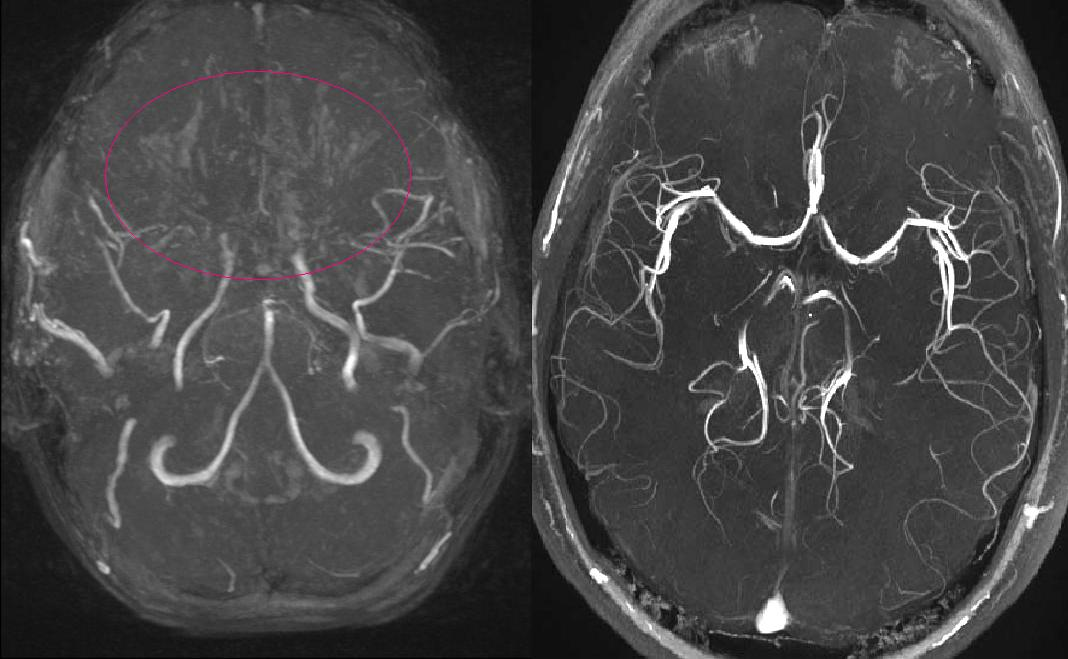
MRA比較画像。左はモヤモヤ病の11歳の女性、右は健常者。左画像の赤円部にモヤモヤ病の特徴が表示されている。

原則は脳血管撮影で診断するが、MRI並びにMRAできちんと診断基準を満たせば、必ずしも脳血管撮影は必要としない。ただし病期が初期であった場合には、MRAでは確認が難しいことが多いので注意を要する。
MRIでは、1.5T以上の静磁場強度の機種を用いたTOF法により、MRAで頭蓋内内頸動脈終末部に狭窄または閉塞がみられる場合、もしくはMRAで大脳基底核部に異常血管網がみられる場合は、確定診断となる。

## 治療
- 内科的治療（薬物治療など）ではこれまで有効とされてきた治療法はない。ただし虚血例に対しては抗血小板療法、出血例では高血圧治療などが行われる。
- 外科的治療に関しては、一過性脳虚血発作例に対して脳血行再建術を行う。これには直接的にバイパスを作る術式（浅側頭動脈-中大脳動脈吻合術が一般的）と、間接的にバイパスを作る術式（脳表に筋膜や翻転した硬膜、骨膜などを敷きこんで血管新生を期待する）、並びに両者を併用する術式がある。一方、成人に多い出血発症例に対して脳血行再建術を行うかどうかは、現在日本でJapan Adult Moyamoya Trial (JAM trial)が進行中であり、この結果が待たれる。

## 予後
小児例での急速進行例では、重篤な知能障害が後遺症として残ることが多い。成人例では、脳出血を起こした後に再出血し死亡率が高い。だが最近になってバイパス術を行うことで再出血を予防することが証明された。

## 診療科
脳神経外科、小児神経科、神経内科

## 各国において
日本人を中心にアジア人に多い疾患であるため、日本での研究が世界をリードしている。
日本で脳神経外科学が発達し始めた1950年代、血管造影において1953年（昭和28年）に選択的血管造影法が創始された。同法は脳の血管造影にも導入され、未知の疾患が様々な日本語や英語の呼称、あるいは、日本の研究者の苗字をとった名称などでも報告された。
それら未知の疾患のうち、いくつもの名称で発表されていた当疾患は、1965年（昭和40年）8月号の「脳と神経」の特集において1つの疾患として整理された。また、異常血管網の成因については奇形説と側副血行路説とが唱えられた。
側副路説に基いた名称には、工藤達之慶應義塾大学教授が1967年（昭和42年）に出版した本に記載した「ウィリス動脈輪閉塞症」や、鈴木二郎東北大学教授が同年に命名した「もやもや病」などがあったが、厚生省（当時）はこの統一された疾患の標準病名として工藤の「ウィリス動脈輪閉塞症」を採用。1982年（昭和57年）1月1日には特定疾患治療研究事業対象疾患に加えられた。ところが、海外では鈴木の「もやもや病」の方が病名として広く受け入れられ、疾病及び関連保健問題の国際統計分類でも標準病名となってしまった。そのため、2001年（平成13年）になり、世界の趨勢に合わせて日本でも厚生労働省が「もやもや病」を標準病名にすることにした。2002年（平成14年）6月1日より、特定疾患治療研究事業の対象疾患としての名称も「モヤモヤ病（ウィリス動脈輪閉塞症）」に変更した。
なお、各国語での「もやもや病」にあたる病名は、日本語のローマ字表記を用いた“moyamoya”と、病気を表す各国語により表現される。しゃぶしゃぶと並び、日本語の擬態語が外国語に借用された数少ない例であるが、この“moyamoya”という綴りは、英語では「モィアモィア」、フランス語では「モワイアモワイア」、スペイン語では「モヤモヤ」「モジャモジャ」などと発音する綴り方であるため、正しく「もやもや」と発音していない外国人医師も見られる。

## 社会保障
日本国では、モヤモヤ病は社会保障制度上、特定疾患(難病)に類する。そのため患者は一定手続きをとり、モヤモヤ病であることが所管庁に認定されれば、症状・所得階層・居住地制度に応じて、一定の社会保障を受けることができる。
1973年4月17日、厚生労働省は「特定疾患治療研究事業について」(衛発第242号厚生省公衆衛生局長通知）を公布。1982年にモヤモヤ病が難病登録された。この行政通知を法的根拠として、特定疾患医療受給者証交付申請書を主治医記載のうえで保健所等に提出することにより、特定疾患治療研究事業の認定基準の審査を受けることができる。所管庁にモヤモヤ病であると認められると特定疾患医療受給者証が交付される。
特定疾患医療受給者証を医療機関に持参しモヤモヤ病の治療を受けると、所得階層に応じた入院費・外来費等の自己負担月額限度額が認定され、経済的な負担が軽減される。また、難病患者への福祉手当（見舞金）が給付される条例(「難病患者見舞金支給条例」「難病患者福祉手当条例」などと呼称)を持つ市区町村の住民であれば、その市区町村が定める制度に基づき給付を受けることが可能である。